# Paul Baysse
Paul Baysse (* 18. Mai 1988 in Bordeaux) ist ein ehemaliger französischer Fußballspieler, der zuletzt beim französischen Erstligisten Girondins Bordeaux unter Vertrag stand.

## Karriere

### Verein

#### Anfänge und Girondins Bordeaux
Mit 11 Jahren trat Baysse beim FC Saint-Médard-en-Jalles ein, einem kleinen Klub in der Banlieue von Bordeaux. Nachdem er bei einem Talentsichtungstag überzeugt hatte, spielte er fortan für die Jugendauswahlen von Girondins Bordeaux in der Innenverteidigung, ohne allerdings Mitglied der Jugendakademie zu sein. Baysse beschrieb in einem Interview, dass sie ihn bei Girondins nur behielten, weil er „nebenan wohnte“. Erst mit 17 Jahren nahm man ihn unter Vertrag, nachdem auch Stade Rennes Interesse bekundet hatte.
Seinen ersten Profivertrag unterschrieb Baysse zu Beginn der Saison 2006/07, allerdings kam er bei den Bordelais zu keinem Profieinsatz.

#### CS Sedan-Ardennes
Zur Saison 2007/08 wurde Baysse ohne Kaufoption nach Sedan ausgeliehen. Gleich in seinem ersten Ligue-2-Spiel am 2. Oktober 2007 gegen Angers gelang ihm sein erster Treffer. Für den Klub aus den Ardennen bestritt er in dieser Saison 23 Spiele, seine ersten auf professioneller Ebene.
Da er nach seiner Leihe keine Chance auf Einsatzzeiten bei Bordeaux sah, unterschrieb er nach mehreren Probetrainings (unter anderem bei den Blackburn Rovers) für drei Jahre in Sedan. Von 2008 bis 2010 bildete er mit Ismael Traoré die Innenverteidigung bei den Sedanais. Nach starken Leistungen in der Saison 2009/10 wurde Baysse in die Elf des Jahres der Ligue 2 gewählt.

#### Stade Brest
Wenige Tage vor Ende der Transferperiode wechselte er zum Ligue-1-Aufsteiger Stade Brest. Seinen Einstand in der ersten französischen Liga feierte Paul Baysse am 18. September 2010 beim 2:0-Auswärtssieg von Brest in Nancy, als er zur zweiten Halbzeit für den verletzten Rechtsverteidiger Brahim Ferradj eingewechselt wurde. Seinen ersten Treffer für die Bretonen erzielte Baysse, der zu dieser Zeit als Rechtsverteidiger auflief, am 30. November beim 4:1-Heimsieg gegen den RC Lens.
In den kommenden zwei Jahren etablierte Baysse sich als Innenverteidiger in der Ligue 1 und erzielte drei weitere Tore.
Am 2. Januar 2013 zog sich Baysse einen Kreuzbandriss im linken Knie zu. Einerseits bedeutete dies sein persönliches Saisonaus, andererseits markiert es den Beginn seiner langen Verletztengeschichte.

#### AS Saint-Étienne
Am 4. Juli 2013 erschien auf der Internetseite vom mittlerweile aus der Ligue 1 abgestiegenen Stade Brest die Meldung, dass Paul Baysse den Verein in Richtung AS Saint-Étienne verlassen wird. Sechs Tage später bestätigten auch die Stéphanois die Verpflichtung des Verteidigers, der in Saint-Étienne die Rückennummer 23 erhielt. Genau einen Monat später riss sich der Neuzugang in einem Vorbereitungsspiel der zweiten Mannschaft gegen Grenoble Foot 38 das Kreuzband des rechten Knies, wodurch er in dieser Saison zu keinem Einsatz für die Profimannschaft kam.
Nach einer guten Vorbereitung auf die Saison 2014/15 war Baysse als Ersatz der Stamm-Innenverteidiger Loïc Perrin und Moustapha Bayal Sall fest eingeplant, doch als Perrin für sechs Wochen ausfiel, zog sich auch Baysse eine Muskelverletzung zu. In seiner Abwesenheit konnte sich Florentin Pogba in die Mannschaft spielen. Sein erstes Spiel im Trikot von Saint-Étienne bestritt er mehr als ein Jahr nach seiner Verpflichtung, am 18. September 2014 beim torlosen Europa-League-Spiel in Aserbaidschan bei Qarabağ Ağdam. Fast zwei Jahre nach seinem letzten Ligaeinsatz feierte er am 3. Dezember sein Ligue-1-Comeback beim Spiel in Montpellier, in dem ihm auch gleich sein erstes Tor für die Stéphanois gelang.
Am 25. Januar 2015 erregte Baysse Aufmerksamkeit, als ihn Zlatan Ibrahimović nach einem hitzigen Zweikampf fragte „Wer bist du eigentlich?“ und Baysse nur den Namen auf Ibrahimovics Trikot suchte. Insgesamt kam Baysse im Trikot von Saint-Étienne nur auf 10 Startelfeinsätze, weshalb er zu Beginn der neuen Saison nach einem „neuen Projekt“ suchte.

#### OGC Nizza
Am 6. August 2015 unterschrieb Baysse einen Leihvertrag über ein Jahr beim OGC Nizza, in dem eine Kaufpflicht bei mindestens 20 Startelfeinsätzen festgeschrieben wurde. Als unumstrittener Stamm-Innenverteidiger unter Trainer Claude Puel erreichte er diese Marke am 28. Spieltag beim Heimspiel gegen den SC Bastia, womit sich sein Vertrag an der Côte d’Azur gegen eine Gebühr von 500.000 € bis 2017 verlängerte.
Die konstant guten Leistungen an der Seite von Maxime Le Marchand brachten ihm zu Beginn der Saison 2016/17 die Ernennung zum Mannschaftskapitän durch den neuen Trainer Lucien Favre ein. Nachdem ihm bereits am 6. Spieltag der neuen Saison im Heimspiel gegen die AS Monaco sein erstes Tor für die Niçois gelang, behielt er trotz wiederholtem Verletzungspech über die gesamte Saison den Status als Stammspieler und kam am Ende auf 22 Ligaeinsätze. Kurz vor dem Ende der Spielzeit kündigte Baysse an, seinen auslaufenden Vertrag in Südfrankreich nicht zu verlängern.

#### Málaga CF
Am 27. Juni 2017 gab Paul Baysse bekannt, sich zur nächsten Saison für drei Jahre dem spanischen Erstligisten FC Málaga anzuschließen. Sein erstes Tor im Trikot der Andalusier erzielte Baysse am 23. September 2017 beim 3:3-Unentschieden gegen Athletic Bilbao.

#### Rückkehr nach Bordeaux
Bereits am 10. Januar 2018 gab jedoch sein Heimatverein, der französische Erstligist Girondins Bordeaux, die erneute Verpflichtung von Baysse nach 2006 bekannt. Er unterschrieb einen Vertrag bis 2021. Im September 2022 beendete er dort seine Karriere.

### Nationalmannschaft
Von der U-17 an durchlief Paul Baysse alle Jugend-Nationalmannschaften Frankreichs.
Seine größten Erfolge auf internationaler Ebene sind die Halbfinalteilnahme bei der U-19-EM 2007 und der dritte Platz beim Jugendturnier von Toulon 2010.

## Privates
Paul Baysse wuchs in einer sportbegeisterten Familie auf. Sein Vater spielte Rugby, seine Mutter Volleyball. Neben dem Profi-Fußball ist Baysse von Kindesbeinen auf passionierter Surfer und Skifahrer.
Baysse ist verheiratet und hat zwei Söhne.